# 篠山千之
篠山 千之（ささやま せんし / しのやま かずゆき、1900年（明治33年）2月28日 - 1976年（昭和51年）7月18日）は、日本の内務・警察官僚。官選県知事。

## 経歴
岡山県出身。篠山常太郎の六男として生まれる。旧制岡山中学（現：岡山県立岡山朝日高等学校）を経て、第六高等学校を卒業。1923年、東京帝国大学法学部法律学科（英法）を卒業。同年12月、文官高等試験行政科試験に合格。1924年、内務省に入省し警視庁警部となる。
以後、内務属・地方局勤務、地方警視・新潟県警察部勤務、同県建築監督官、鳥取県書記官・経済部長、福岡県書記官・学務部長、新潟県書記官・警察部長、兵庫県書記官・警察部長、東京府内務部長などを歴任。
1943年3月、群馬県知事に就任。1944年2月、農商省繊維局長に転じた。同要員局長を経て、1945年4月、山形県知事に就任し終戦を迎えた。同年10月27日、知事を依願免本官となり退官。その後、公職追放となった。